# Giacomo Gorzanis
Giacomo Gorzanis (de Jacomo) (c. 1520 – Trieste, entre 1575 et 1579 ?) est un compositeur et luthiste italien.
Peu de choses sont connues de sa vie. Il était aveugle et probablement, d'une famille noble. L'affinité entre ses villanelle et celles de Stefano Felis, Pomponio Nenna et Giovanni Jacopo de Antiquis suggère qu'il a passé les premières années de sa carrière à la cour d'Espagne à Bari, dans les Pouilles ; puis il s'est installé à Trieste, dont il a reçu la citoyenneté avant 1567.

## Œuvre

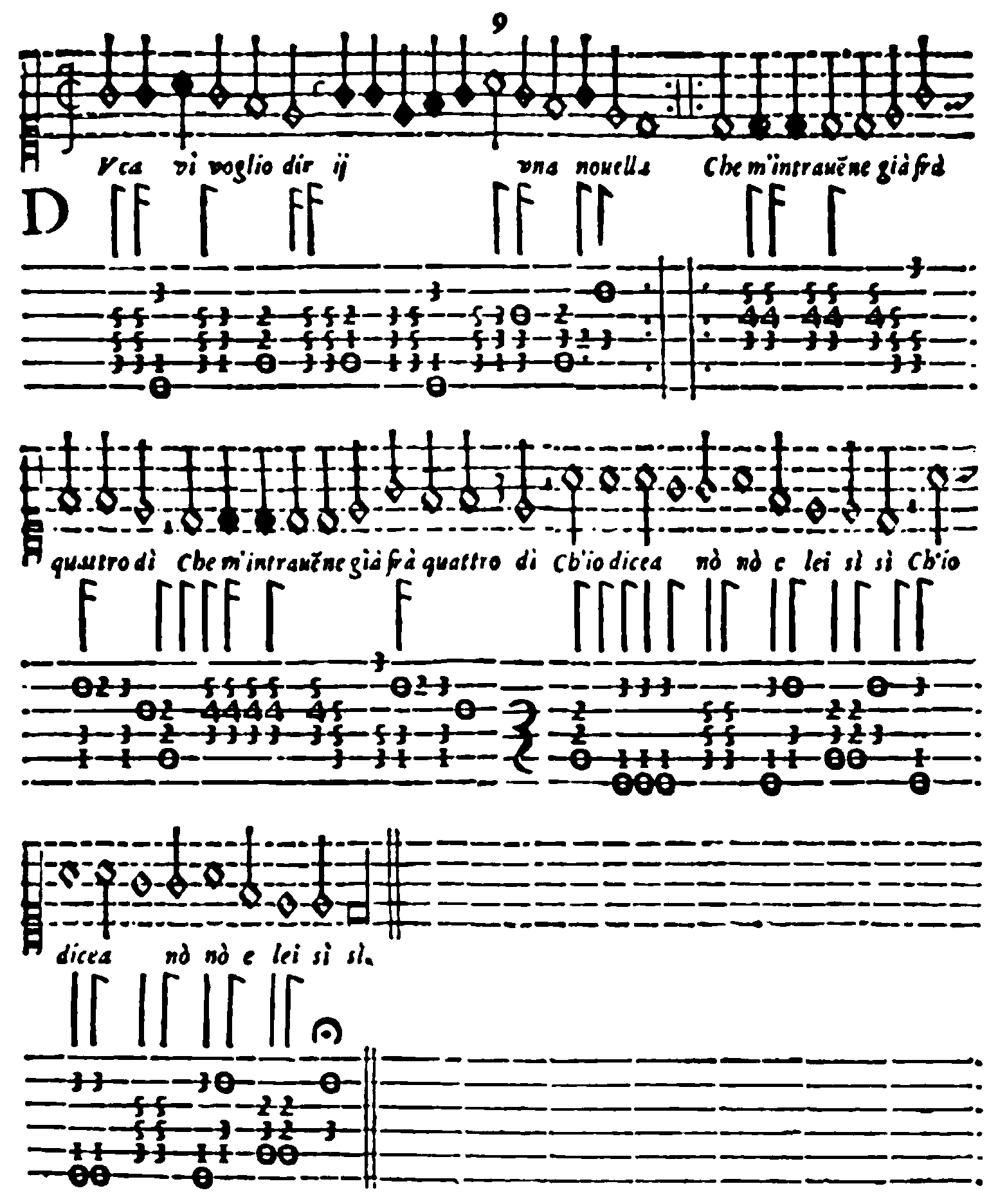
Composition de Giacomo Gorzanis : Duca vi voglio dir

- Intabolatura di liuto Libro primo, Venise, 1561
- Il Secondo libro de intabulatura di liuto, Venise, 1562
- Il Terzo Libro de intabolatura di liuto, Venise,  1564
- Il Primo Libro di Napolitane ariose Che Si cantano et sonano in Leuto, Venise, 1570
- Il Secondo Libro di Napolitane, Venise, 1571
- Opera nova de Lauto ... libro quarto, Venise, c. 1575-8, 2 / 1579
- Libro de intabulatura di liuto nel quale si contengono vinti quatro passa mezi doceci per be molle et dodeci per be quadro sopra dodeci chiave novamente composte con alcune napollitanae, Venise, 1567.

## Discographie
- Œuvres pour luth seul - Michele Carreca, luth (2017, Deutsche Harmonia Mundi) (OCLC 978301616)
- Lute Dances on Every Fret - Michele Carreca, luth (2020, Ayros)